# Olaszország hőmérsékleti rekordjainak listája
Olaszország hőmérsékleti rekordjainak listája a Olaszországban a meteorológiai mérések kezdete óta eltelt időszak kiugróan magas, illetve kiugróan alacsony hőmérsékleti értékeit tartalmazza. A listában naponkénti felbontással, hónapokra lebontva olvashatóak az adott naphoz tartozó nappali csúcshőmérsékletek és éjszakai minimum hőmérsékleti értékek. 

## Olaszország hőmérsékleti rekordjainak listája

### Január
| Január |            |                           |      |            |          |    |
| Nap    | Minimum °C | Helyszín                  | Év   | Maximum °C | Helyszín | Év |
| 3.     | -22,5      | Monte Terminillo          | 1979 | --         | --       | -- |
| 6.     | -38,0      | Livigno                   | 1985 | --         | --       | -- |
| 8.     | -26,0      | Firenzuola                | 1985 | --         | --       | -- |
| 14.    | -10,8      | Latronico                 | 1968 | --         | --       | -- |
| 30.    | -42,0      | Gran Gioves, Monte Bianco | 1963 | --         | --       | -- |

### Február
| Február |            |                                            |      |            |          |    |
| Nap     | Minimum °C | Helyszín                                   | Év   | Maximum °C | Helyszín | Év |
| 6.      | -22,1      | Sassello                                   | 2012 | --         | --       | -- |
| 7.      | -28,0      | Castelluccio, Norcia                       | 2005 | --         | --       | -- |
| 9.      | -15,2      | Etna                                       | 1956 | --         | --       | -- |
| 10.     | -49,6      | Busa Fradusta, Pale di San Martino, Trento | 2013 | --         | --       | -- |
| 13.     | -17,0      | Gavoi                                      | 2012 | --         | --       | -- |

### Június
| Június |            |          |    |            |          |      |
| Nap    | Minimum °C | Helyszín | Év | Maximum °C | Helyszín | Év   |
| 25.    | --         | --       | -- | +47,0      | Aquila   | 2007 |
| 28.    | --         | --       | -- | +40,0      | Veneto   | 1935 |

### Július
| Július |            |          |       |            |                                |      |
| Nap    | Minimum °C | Helyszín | Év    | Maximum °C | Helyszín                       | Év   |
| --     | --         | --       | +40,8 | Pescara    | 1950                           |      |
| 12.    | --         | --       | --    | +46,0      | Catania                        | 1962 |
| 21.    | --         | --       | --    | +44,1      | Pegognaga, Lombardia           | 2006 |
| 24.    | --         | --       | --    | +45,9      | Pisticci                       | 2007 |
| 25.    | --         | --       | --    | +44,2      | Reggio Calabria                | 1983 |
| 30.    | --         | --       | --    | +44,0      | Porretta Terme, Emilia-Romagna | 1983 |

### Augusztus
| Augusztus |            |          |    |            |                 |      |
| Nap       | Minimum °C | Helyszín | Év | Maximum °C | Helyszín        | Év   |
| 3.        | --         | --       | -- | +44,5      | Orvieto         | 2017 |
| 6.        | --         | --       | -- | +43,1      | Antella         | 2013 |
| 10.       | --         | --       | -- | +48,5      | Catenanuova     | 1999 |
| 11.       | --         | --       | -- | +42,9      | Spineto Scrivia | 2003 |
| 12.       | --         | --       | -- | +47,2      | Muravera        | 1957 |

### December
| December |            |                                                      |      |            |          |    |
| Nap      | Minimum °C | Helyszín                                             | Év   | Maximum °C | Helyszín | Év |
| 1.       | -16,2      | Sila, Monte Scuro                                    | 1957 | --         | --       | -- |
| 18.      | -45,5      | Busa delle Sponde Alte, Pale di San Martino, Belluno | 2009 | --         | --       | -- |